# Dog Company
Dog Company var en progressiv engelsk teatergruppe, som blev startet i 1970'erne af Douglas Bradley og Clive Barker. Dog Company turnerede i England, Holland og Belgien, og havde succesfulde besøg på Edinburgh Festivalen i 1981 og 1982. Teatergruppen blev opløst 1982.
Gruppens manuskripter blev skrevet af Clive Barker og vennen Peter Atkins, mens Bradley spillede. Gruppen fremførte 7 originale produktioner, alle på nær en var skrevet af Clive Barker. Undtagelsen var Dangerous Worlds, som var baseret på William Blakes skriverier. 
Blandt stykkerne, som Dog Company fremførte, var: The History of the Devil, Frankenstein in Love og The Secret life of Cartoons.